# تاريخ المثلية الجنسية في المكسيك
يمكن تقسيم دراسة تاريخ المثلية الجنسية في المكسيك إلى ثلاث فترات منفصلة، تتزامن مع الفترات الرئيسية الثلاث للتاريخ المكسيكي: ما قبل كولومبوس، إسبانيا الجديدة وما بعد الاستقلال، على الرغم من أن رفض المثلية كان أمرًا مشتركًا بين الفترات الثلاث.
البيانات عن شعب ما قبل كولومبوس وإسبانيا الجديدة نادرة وغامضة. غالبًا ما وصف المؤرخون أعراف الشعوب الأصلية التي فاجأتهم أو التي كان لهم مآخذ عليها، ولكنهم كانوا يميلون إلى اتخاذ موقف الاتهام أو الاعتذار، ما يجعل التمييز بين الواقع والبروباغندا مستحيلًا. عمومًا، يبدو أن المكسيكيين كانوا على نفس درجة رهاب المثلية لدى الإسبان، وأن الشعوب الأصلية الأخرى تميل إلى أن تكون أكثر تقبلًا بكثير، وذلك إلى درجة تعظيم الناس ذات الروحين مثل الشامانية.
ما يزال جزء كبير من تاريخ المثلية الجنسية في حقبة إسبانيا الجديدة وبعد الاستقلال غير مدروس. ولكن، وقبل كل شيء، لا تزال فضيحتا إعدام «اللوطيين» عام 1658 ورقصة الواحد والأربعين عام 1901، وهما فضيحتان هائلتان في الحياة العامة المكسيكية، تهيمنان على الصورة.
حاليًا فإن هذا الموضوع قيد التغير في القرن الحادي والعشرين، ويرجع ذلك جزئيًا إلى اكتشاف فكرة أن مجتمع المثليين من شأنهم أن يكونوا مستهلكين، وذلك من خلال من يطلق عليهم اسم أصحاب المال الوردي والسياح.
أنشئت التشريعات لمكافحة التمييز (2003)، وشرّعت هيئتان اتحاديتان، كواويلا ومدينة مكسيكو، الاتحاد المدني والعلاقة المثلية (2007). في 21 ديسمبر 2009، وعلى الرغم من معارضة الكنيسة، وافقت حكومة مدينة مكسيكو على زواج المثليين، بأغلبية 39 صوتًا مقابل 20 وامتناع 5 عن التصويت.
كانت مدينة مكسيكو أول مدينة في أمريكا اللاتينية تقوم بذلك. ومع هذا فقد كانت المكسيك عام 2007 لا تزال واحدة من الدول التي ارتكبت معظم الجرائم فيها بحق المثليين، إذ يُقتل شخص في جريمة متعلقة برهاب المثلية كل يومين.

## حقبة ما قبل كولومبوس
تأتي غالبية المعلومات عن الشعوب ما قبل كولومبوس من تقارير الغزو الإسباني. يجب أن تؤخذ هذه الحسابات بحذر، بالنظر إلى أن اتهام اللواط قد استخدم لتبرير الغزو إلى جانب اتهامات أخرى حقيقية أو مفبركة، مثل التضحية البشرية، أو أكل المثيل أو الوثنية. بالنظر إلى أن المدافعين عن السكان الأصليين تلاعبوا بالمعلومات بقدر ما تلاعب أولئك الذين عارضوهم، فالبعض يعتبر أن اللواط كان قليل الانتشار والبعض الآخر يميل إلى المبالغة في القصص، إذ أنه من المستحيل الحصول على صورة دقيقة للسلوك المثلي في المكسيك ما قبل كولومبوس. وصل المؤرخ أنطونيو دي هيريرا إلى هذا الاستنتاج في أوائل عام 1601.
من بين الشعوب الأصلية في الأمريكتين، كانت مؤسسة الشعوب ذات الروحين منتشرة على نطاق واسع. كان ثنائيو الأرواح، الذين اعتبروا في الأصل خنثى، والذين أطلق عليهم اسم «بيرداش» من قبل الغزاة الإسبان هم رجال قاموا بواجبات وسلوكيات أنثوية. لم يُعتبروا نساءً ولا رجال، بل اعتبروا بمثابة جنس ثالث، وغالبًا ما كانوا يشغلون وظائف روحية، غالبًا ما كان الغزاة يعتبرونهم مثليين سلبيين، وعوملوا بازدراء وقسوة.
في حضارة المايا، كان هناك نوع من الارتباط بين السلوك المثلي والشعائري. انخرط بعض الشامان في سلوكيات مثلية مع مرضاهم، وانخرط الكهنة في سلوكيات مثلية شعائرية مع آلهتهم. عندما وصل التولتيك لغزو المنطقة، ترافق ذلك بالمزيد من اللواط والجنس العام من جميع الأنواع. عندما غزا شعب الإيتزا المنطقة، جلبوا المزيد من اللواط والشهوانية والاحتفالات الجنسية الواسعة. مع ذلك، فقد كان لحضارة المايا، كشعب له ثقافة مختلطة، وجهات نظر مختلفة حول اللواط مثلي الجنس. احتوت كتب شلام بلام لشعب المايا على سبيل المثال، الكثير من الشتائم الجنسية الموجهة ضد الإيتزا. وفقا للأسطورة الواردة في الكتاب، كان اللواط سببًا في خراب نظام مجتمع المايا، وذلك عبر إنجاب أطفال غير شرعيين عن طريق العلاقة الجنسية الشرجية وأولئك لم يكونوا مؤهلين لإدارة المجتمع.
لم تتبنَّ حضارة الزابوتيك من برزخ تيهوانتيبيك في جنوب شرق المكسيك ثقافة الغزو، والذي قد يفسر موقفهم المريح حيال الذكورة. طور الزابوتيك مفهوم الجنس الثالث باعتباره وسيطًا بين الذكور والإناث وهؤلاء لعبوا كلا الأدوار الجنسية في الحياة اليومية. من المهم أن نلاحظ أن عبارة «ثنائية الروح» (والمصطلحات الأصلية المماثلة) تشير إلى الجنس، وليس التوجه الجنسي. الأفراد «ثنائيو الروح» قد يكونون مغايري الجنس أو ثنائيي الجنس أو مثليي الجنس.
في وادي المكسيك، عاش الأزتك في مراكز حضرية مثل تكسكوكو وتلاتيلولكو وتينوشتيتيلان. من هناك، سيطروا سياسياً على معظم أمريكا الوسطى وحصّلوا الكثير من المواد الخام والمنتجات الجاهزة والعبيد وضحايا بشرية للقرابين. أظهر الأزتيك ازدواجية عميقة في نهجهم للسلوك الجنسي. فمن ناحية، كان لديهم طقوس عامة تكون شهوانية للغاية في بعض الأحيان، ولكن من ناحية أخرى، كانوا متزمتين للغاية في نواحي الحياة اليومية. ضمن مجموعة آلهتهم، كان لديهم إله، وهو شوتشيكيتزال إله الجنس دون هدف التكاثر وممارسة الحب والذي كان ذكرًا وأنثى في نفس الوقت.